# Nathembo
Le nathembo (ou esakaji, sakaji, sanagage, sangaji, sankaji, theithei) est une langue bantoue parlée au Mozambique.
Le nombre de locuteurs a été estimé à 25 000 en 2006.